# Paraguays flag
Paraguays flag blev først taget i brug i 1842. Det ligner Nederlandenes flag, men har et våbenskjold i midten. Flagets farver – blå, hvid og rød – symboliserer traditionelt uafhængighed, fred og frihed.